# Nequebe
Nequebe (Nekheb), conhecida hoje como Elcabe (Elkab), é um sítio do Alto Egito da margem direita do Nilo, na foz do Uádi Hilal, cerca de 80 quilômetros ao sul de Luxor. Compreende assentamentos pré-históricos e faraônicos, túmulos de pedra do início da XVIII dinastia (1550–1295 a.C.), restos de templos da Época Tinita (3100–2686 a.C.) ao Período Ptolemaico (332–30 a.C.) e partes dos muros de um mosteiro copta. Escavado cientificamente pela primeira vez por James Quibell no final do século XIX, é investigado por arqueólogos belgas desde 1937.
O assentamento murado de Nequebe foi um dos primeiros centros urbanos tinitas e por algum tempo no Reino Novo (1550–1069 a.C.), eclipsou a cidade de Hieracômpolis, situada na margem oposta do rio, ao se tornar capital do terceiro nomo do Alto Egito. As muralhas de adobe maciças, datadas da Época Baixa (747–332 a.C.) e ainda amplamente preservadas, protegem uma área de 250 000 metros quadrados. Perto do centro, há restos de templos de arenito de Necbete e Tote, datados da XVIII à XXX dinastia (1550–343 a.C.), mas a fundação original do templo de Necbete é quase certamente do final do IV milênio a.C..
Tumbas de pedra de governadores provinciais no Reino Novo incluem a de Amósis filho de Ibana (Ek5), o almirante das guerras contra os hicsos (ca. 1 550 a.C.) e Setau (Ek4), sacerdote no tempo do faraó Ramessés III (1184–1153 a.C.). O estilo das pinturas murais das tumbas do início da XVIII dinastia antecipa o das primeiras tumbas nobres do Reino Novo em Tebas. Em 1967, Paul Vermeersch achou uma série de sítios epipaleolíticos bem-estratificados. A datação por radiocarbono forneceu datas de ca. 6 400-5 980 a.C. e são sítios modelo da indústria elcabiana microlítica, preenchendo o lapso na sequência pre-histórica entre o Paleolítico Superior (ca. 10 000 a.C.) e o começo do Neolítico (ca. 5 500 a.C.).